# Крісто Гуссар
Крісто Гуссар (ест. Kristo Hussar, нар. 28 червня 2002, Таллінн, Естонія) — естонський футболіст, захисник клубу «Флора» та національної збірної Естонії.

## Ігрова кар'єра

### Клубна
Крісто Гуссар народився у Таллінні і є вихованцем столичного клубу «Флора». На професійному рівні футболіст дебютував у нижчих дивізіонах у клубі «Табасалу». 
У 2020 році Гуссар повернувся до «Флори» і 27 червня 2020 року вперше вийшов на поле в чемпіонату Естонії у вищому дивізіоні. За часи виступу у клубі футболіст виграв всі національні трофеї в Естонії.

### Збірна
З 2017 року Крісто Гуссар виступав за юнацькі та молодіжну збірну Естонії. 
12 січня 2024 року у товариському матчі проти команди Швеції Гуссар дебютував у складі національної збірної Естонії.

## Титули
Флора
 Чемпіон Естонії (3): 2020, 2022, 2023
 Переможець Кубка Естонії: 2020
 Переможець Суперкубка Естонії (2): 2021, 2024